# Lost in Yonkers
Lost in Yonkers est une pièce de théâtre de Neil Simon créée en 1990 au Center for the Performing Arts de Winston-Salem. En 1991, elle a été transférée au Richard Rodgers Theatre à Broadway.

## Argument
Brooklyn, 1942, Evelyn Kurnitz vient de mourir des suites d'une longue maladie. Son mari, Eddie Kurnitz, doit prendre un emploi de vendeur ambulant pour payer les frais médicaux. Il contacte sa mère, dont il s'est éloigné, pour savoir s'il peut lui confier ses deux fils adolescents, Jay et Arty. 

## Distinctions
- Tony Awards 1991[1]
  - Tony Award de la meilleure pièce
  - Tony Award de la meilleure actrice dans une pièce pour Mercedes Ruehl
  - Tony Award du meilleur acteur dans un second rôle dans une pièce pour Kevin Spacey
  - Tony Award du meilleur second rôle féminin dans une pièce pour Irene Worth
- Prix Pulitzer de l'œuvre théâtrale

## Adaptation
La pièce a été adaptée en film en 1993 par Martha Coolidge.